# 辺戸岳
辺戸岳（へどだけ）は、沖縄本島最北部に位置する、標高248.3メートルの山。
安須森（あすむい）や辺戸御嶽（へどうたき）ともいわれ、琉球開闢神話に現れる霊山である。やんばる国立公園に指定されている。

## 山名
辺戸岳は、「安須森（あすむい）」、「石山（いしやま）」ともいわれ、2002年現在の国土地理院発行の地形図には「辺戸御嶽（へどうたき）」と表記され、そのほかに「辺戸崎山」と記されている地図もある。目崎茂和は山名であるなら「辺戸岳」と呼称を統一するのが相応しいと述べている。
「安須森」は、『琉球国由来記』に記されている「アフリ嶽」や「宜野久瀬（ぎのくせ）嶽」の総称で、周辺住民は「アシムイ」といい、また辺戸の住民はこの一帯を「ウネーガラシ」、特に南側の峰は「黄金森（クガニムイ）」と呼んでいる。

## 地勢・自然
沖縄本島最北端の辺戸岬から南西約1.5キロメートルに位置し、国頭山地の北端をなす。沖縄県国頭郡国頭村の辺戸（へど）と宜名真（ぎなま）の大字にまたがる。
上空から望む山体はほぼ楕円形で、南北に1.2キロメートル、東西に0.9キロメートルの範囲にわたる。辺戸集落から眺めると、4つの峰が突出した山容をしている。西側と比べて東側の標高が高く、最高点は248.3メートルで、南東部に位置する。辺戸岳は、辺戸岬一帯に広がる標高約70メートルの海岸段丘の上に形成された、かつての海食崖からなる山体で、段丘面からの比高は約170メートルに及ぶ。頂上部は、高さ約20メートルから50メートルの垂直な崖となり、その崖下には傾斜角30度から40度の斜面が形成され、崖から崩れ落ちた岩屑からなる。中国大陸の桂林とほぼ同じ成因の塔状カルスト地形が見られ、北側にはドリーネがある。地質は古生代ペルム紀の石灰岩からなる本部層で、衝上断層により東部の新生代古第三紀の粘板岩や千枚岩からなる名護層に乗り上がっている。
辺戸岳の麓から流れる辺戸大川は「ウッカー」といわれ、中流ではワタナジ川、下流では宇座川と呼ばれ、辺戸集落の水源として利用されていた。植生は琉球列島の石灰岩地帯で見かけるリュウキュウガキやナガミボチョウジが分布し、また、イネガヤやリュウキュウキンモウワラビなど沖縄県ではこの一帯のみに自生している。風が強く吹く西側には、ソテツやムサシアブミなどの風衝林が見られる。2016年（平成28年）に新設されたやんばる国立公園の特別保護地区に指定されている。

## 歴史・文化
琉球開闢神話に現れる霊山である。『中山世鑑』によると「安須森」とあり、琉球開闢の祖とされる阿摩美久（あまみく）が最初に創成した御嶽であるという。『おもろさうし』には、安須森に降臨した神を謡ったおもろがある。辺戸集落から望むと、頂上部から4つの峰が突出していて、それぞれ北から順に「イヘヤ」、「チザラ（シチヤラ嶽）」、「アフリ」、「シヌクシ（宜野久瀬嶽）」と名付けられている。また『琉球国由来記』によると、辺戸には「シチヤラ嶽」、「アフリ嶽」、「宜野久瀬嶽」の3つの御嶽が記され、そこで首里から派遣された使者が正月と9月に琉球王家の繁栄、五穀豊穣、航海の安全を願った。
アフリ嶽に君真物神が現る際に、「涼傘（リャンサン）が立つ」といわれる。「涼傘」は首里王府内で「アフリ」と呼ばれ、古くから最高神とされてきた君真物神の「傘」として、この神が出現する前ぶれといわれた。また国王が即位する際にも、この山に現れたという。アフリ嶽から流出する辺戸大川は、『琉球国由来記』によれば、神名は「アフリ川」とあり、この川から汲まれた水は「御水取り」という行事に用いられる。第二尚氏王統の尚真王時代から廃藩置県まで、毎年5月と12月に行われ、また水を汲む際にシチヤラ嶽で供物を捧げた。王府は使者を辺戸へ送り、国王と王子や聞得大君の長寿を祈願し、汲まれた水は首里へ運ばれた。琉球王国時代においては、首里城の元旦行事に「若水」として使用され、廃藩置県後には中城御殿へ届けられた。1998年（平成10年）に「御水取り」が55年ぶりに開催され、水が首里城へ送られた。
舜天王統最後の王とされる義本を葬ったと伝えられる墓が、辺戸岳の北麓に存在している。「辺戸玉陵」ともいわれ、明治初期に第二尚氏によって改修された。1983年（昭和58年）3月31日に、「義本王の墓」として国頭村指定文化財に指定された。シチヤラ嶽入口に、「寛永廿一年（1644年）」と刻印されたと思われる石灯籠が2基ある。設置理由は不明であるが、1609年に起きた薩摩藩の琉球侵略による戦死者を慰霊するために建立されたものではないかとも考えられる。

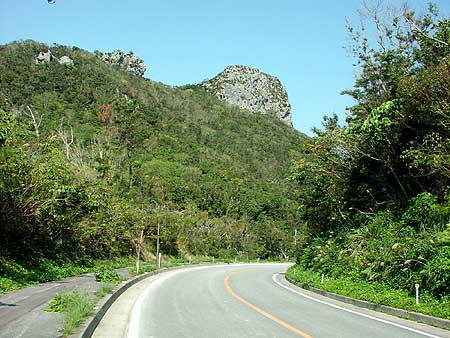
国道58号から望む
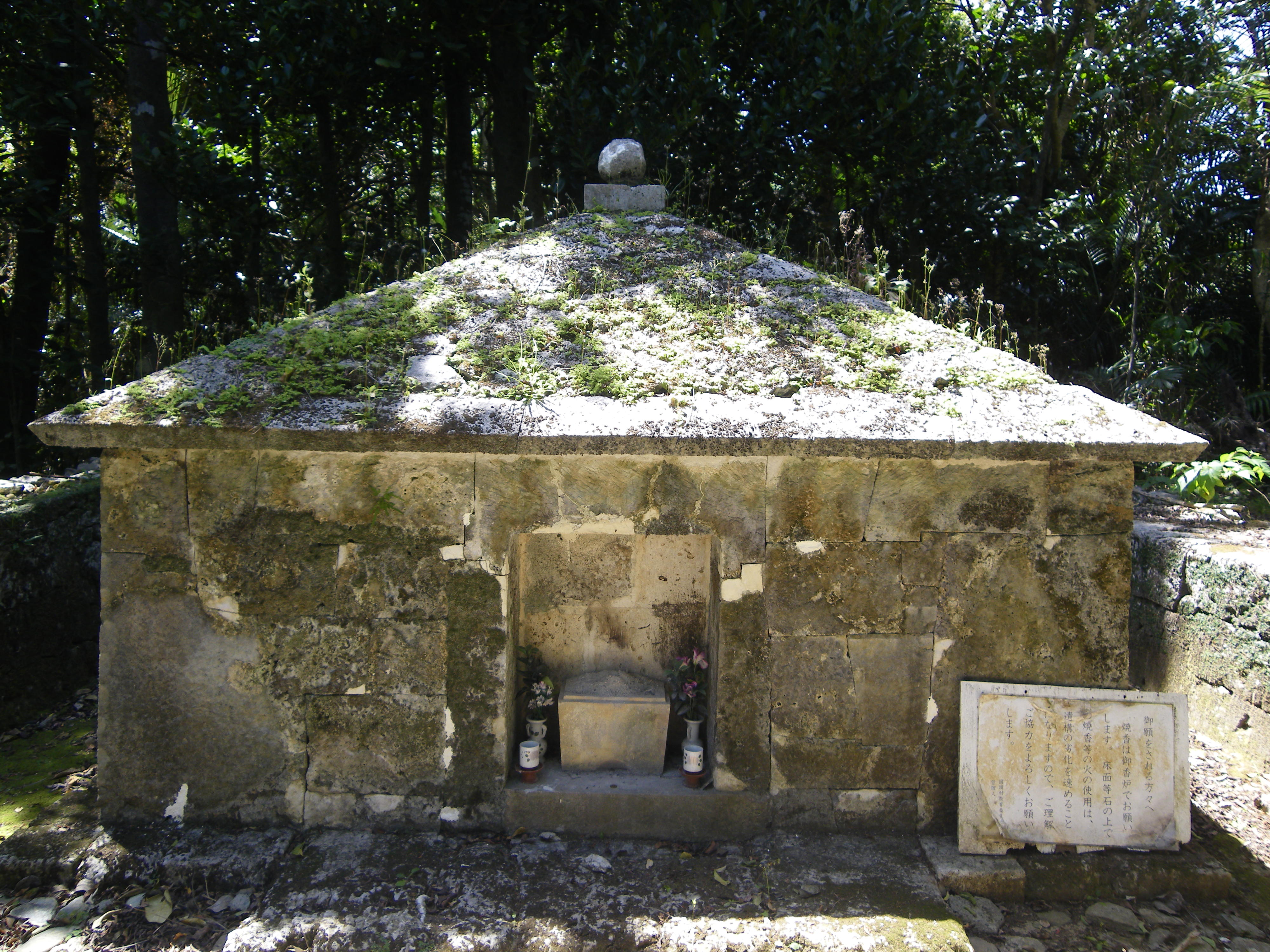
義本王の墓